# فهرست لهجه‌های آلمانی
این فهرست شامل همه لهجه‌های آلمانی، صرف نظر از اینکه گویش (گویش)، منطقه ای یا تنوعی است. این فهرست به منظور تسهیل و مرور کلی و بررسی نمایش آنها در ویکی‌پدیا است. در طرح اولیه از نقشه زیر که در گویش‌های آلمانی ادغام شده‌است به عنوان راهنما استفاده می‌شود.

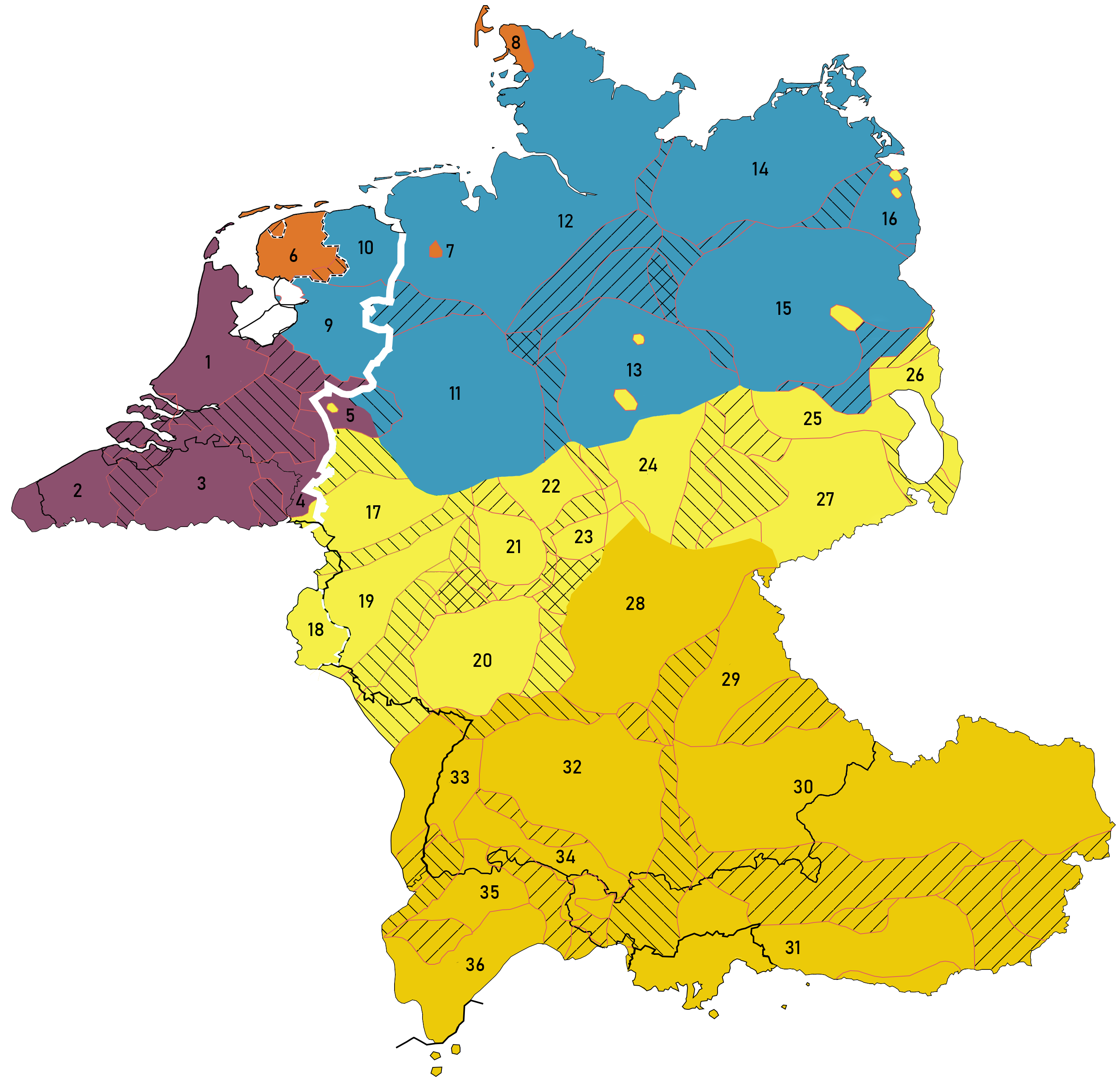
طبقه‌بندی اصلی گویش‌های قاره اروپا با منشأ ژرمنی غربی. راهنما:

## لهجه‌ها در اروپا
- آلمانی پایین
  - آلمانی پایین شمالی
    - آلمان پایین غربی
      - اولدنبورگ جنوبی
      - امسلند
      - مونسترلند
      - وستمونسترلند
      - گرافشاتر پلات

    - آلمانی پایین شمالی
      - اشلسویگش
      - هلشتاین
      - دیتمار پلات
      - اولدنبرگر پلات (اولدنبورگ)
      - Ostfriesisches Platt (فریزی شرقی)
      - هانوفر شمالی

    - شمال شرقی آلمان پایین
      - پومرانیان مرکزی
      - مکلنبورگ-پومرانی غربی

    - لهجه‌های براندنبورگ
      - مارک شمالی
      - علامت مرکزی
      - مارک جنوبی

  - آلمان پایین جنوبی
    - لهجه‌های وستفالیایی
      - شرق وستفالن
      - وستفالیای جنوبی

    - ایستفالن
      - Kernostfälisch
      - گوتینگیش-گروبنهاگنش
      - البوستفالیش
      - Heideostfälisch
      - منطقه تداخل شرق فالین-شمال آلمان پایین
      - فضای تداخل شرق وستفالن
- آلمان غربی
  - کلورلند
  - فرانکونی میانه
    - موزل فرانکونی
    - ریپورین
      - ایفل شمالی
      - منطقه ارفت و روور میانه
      - کشور آخن
      - کشور کوهستانی
      - منطقه انتقالی Ripuarian-Low Franconian بدون منطقه برگ شمالی
      - منطقه برگ شمالی
- لهجه‌های آلمانی عالی
  - لهجه‌های آلمان مرکزی
    - آلمان مرکزی شرقی
      - آلمان مرکزی شمال شرقی
      - آلمان شرقی شرقی مرکزی
      - آلمانی مرکزی غربی شرقی
      - آلمان مرکزی-شرقی
      - آلمان مرکزی جنوب شرقی
      - سرزمین آلتنبرگر
      - Erzgebirge/Vogtland

    - آلمان غربی مرکزی
      - لهجه‌های فرانکونی رانی
      - هسین شمالی
      - هسین شرقی
      - هسین میانه

  - لهجه‌های آلمانی بالایی
    - لهجه‌های فرانکونی شرقی
      - فرانکونی پایین
      - فرانکونی بالا

    - باواریا
      - باواریای شمالی
      - باواریای مرکزی
      - باواریای جنوبی
        - تالر پاشنه

    - لهجه‌های المانی
      - سوابی
      - المانیک پایین
      - آلمانی میانه
      - عالی المانیک
      - عالی المانیک